# カルバート・クリフス原子力発電所
カルバート・クリフス原子力発電所（Calvert Cliffs Nuclear Power Plant、 CCNPP）はアメリカ合衆国メリーランド州カルバート郡ラスビー近郊のチェサピーク湾西岸に面する原子力発電所で、メリーランド州唯一の原子力発電所でもある。 

## 概要
熱出力2737MWth、電気出力約860MWeのコンバッション・エンジニアリング製第2世代型加圧水型原子炉が2基設置されており、エクセロンとフランス電力 (EDF) の合弁会社である CENG が所有・運営している。所内電力は1基あたり約50 MWeである。蒸気タービンは飽和蒸気を使用する再熱型であり、1台の高圧タービンからの排気を2段式の再熱器で昇温し、3台の低圧タービンを駆動する構成で熱効率 約33%を得ている。蒸気タービンと発電機は、1号機がゼネラル・エレクトリック製、2号機がウェスティングハウス・エレクトリック製とメーカーが異なっており、このため電気出力も1号機が863MWe、2号機が855MWeとわずかながら異なる。蒸気タービンの排気はチェサピーク湾から取水した海水で冷却される。 
1号機は1975年、2号機は1977年に商業運転に入り、2基の総工費は約7億6,600万ドルであった。 
1号機は2台の蒸気発生器を2002年に、原子炉圧力容器の上蓋に当たるシールドプラグを2006年に交換した。また、2号機は蒸気発生器とシールドプラグをそれぞれ2003年、2007年に交換した。
冷却水取入口周辺は、人気の釣りスポットになっている。1号機と2号機はチェサピーク湾の水を取り入れて、タービン復水器や一次系・二次系補機類の熱交換器の冷却に利用している。タービン復水器への給水量は、原子炉1基あたり毎分120万ガロン (毎秒75,000リットル) に上る。大量の海水が利用できるおかげで排水の温度は給水より 6.7°C 高くなるだけなので、カルバート・クリフス原子力発電所では排水の冷却用に冷却塔を設けずに済んでいる。ただし、その流量ゆえに排水口付近では強烈な離岸流が生じ、排水口付近は人はおろか魚にとっても危険な場所になっている。増設が検討されていた3号機では、熱効率の向上により必要な冷却水量は1号機・2号機の合計の約10％で済み、魚類への影響は1号機・2号機の3.5%未満になるとされていた。   
2009年2月、カルバート・クリフス原子力発電所は692日間連続運転を達成し、加圧水型原子炉の連続運転日数記録を打ち立てた。また、2008年の2号機の設備利用率は101.37%で、これも世界記録であった。

## 周辺人口
原子力規制委員会は、原子力発電所の周囲に2つの緊急時計画区域を設定している。半径10マイル (16 km) の範囲は大気中に放出された放射能への曝露および吸入が懸念されるエリア、半径50マイル (80 km) のエリアは放射能汚染された食物および飲料水を通じた被曝が懸念されるエリアである。 
2010年米国国勢調査のデータによると、半径10マイル (16 km) 以内の人口は48,798人、半径50マイル (80 km) 以内の人口は2,890,702人で、前回2000年の国勢調査からそれぞれ86.4％の増加と2.0%の減少であった。半径50マイル以内には首都ワシントンD.C.（市内中心部まで45マイル）も含まれる。 

## リスクおよび懸念

### LNGプラントとの近接
2001年、ドミニオン・エナジーのコーブポイントLNG基地で海外からのLNG輸入再開が検討されるようになると、地元住民はカルバート・クリフス原子力発電所とコーブポイントLNG基地がわずか3マイルしか離れていないことに懸念を示すようになった。これは1979年10月にコーブポイントLNG基地でLNG漏れによる爆発事故が起きた過去があったためであるが、連邦エネルギー規制委員会 (FERC) は爆発やテロ攻撃によるリスクがあるとは考えていないと説明した。 

### 地震
2010年8月に公表された米国原子力規制委員会の調査報告では、カルバート・クリフス原子力発電所の地震による炉心損傷リスクは1号機で10万年に1回、2号機で8万3千年に1回と推定された。 
2号機は2013年9月5日に試験中の誤動作により緊急停止したが、必要な処置を施して2013年9月10日に運転を再開した。 

### 環境への懸念
ジョンズ・ホプキンス大学の研究者らは、発電所からの温排水がチェサピーク湾の生態系、特にチェサピークワタリガニに悪影響を及ぼすことを懸念していた。この懸念は、1960年代後半、国家環境政策法に関連するアメリカ史上最も有名な環境訴訟、カルバート・クリフス調整委員会対原子力委員会訴訟の原因となり、その結果としてワシントン地区連邦裁判所が「原子力委員会には、原子力施設の建設許可に先立って、環境法に基づく十分な審査を行う義務がある」という判決を下すに至った。 

## 運転許可の更新
2000年、原子力規制委員会はカルバート・クリフス原子力発電所の運転許可をさらに20年延長した。これは全米の原子力発電所で初めてのことであった。 2005年6月にはジョージ・W・ブッシュ大統領の訪問を受けたが、これは直近20年間で初となる現職大統領の原子力発電所訪問であった。 

## 3号機の増設提案
コンステレーション・エナジーと EDF が共同所有するユニスター・ニュークリア・エナジーは、カルバート・クリフスに3号機として1号機・2号機の合計に匹敵する発電容量を持つ欧州加圧水型炉 (US-EPR) を建設する計画を発表した。 
ユニスター・ニュークリア・エナジーは、2007年7月13日に原子力規制委員会に対してアレヴァの第三世代+原子炉である欧州加圧水型炉を米国の基準に適合させた US-EPR を3号機として建設するための建設・運転一括認可の申請を行った。 
3号機は、中部大西洋岸地域での電力需要増加に対応するベースロード電源と位置付けられ、1号機・2号機の南側の海岸線からやや奥まった場所に建設することとされた。3号機は、温排水によるチェサピーク湾の生態系への影響を防ぐため排熱の2/3を大気に放出する設計となり、強制通風を取り入れたハイブリッド型冷却塔を設置するために敷地面積は既存の1号機・2号機を合わせた面積の約2倍となった。また、蒸気タービンは1号機・2号機と同じく飽和蒸気式で、構成も高圧タービン1基と低圧タービン3基の組み合わせとなった。蒸気タービンと発電機は、アルストムが供給する予定であった。 
2007年11月13日にはメリーランド州公共サービス委員会に対して、公共性・必要性の証明書の発行申請が行われた。 
3号機の建設については賛否両論が巻き起こり、原子力規制委員会が開催する公聴会で議論が戦わされた。2009年3月には、カルバート郡南部からは原子力規制委員会に対して、地域社会の健康および安全への懸念から原子炉からの気体放射性廃棄物の排出を許可しないよう求める声が上がった。一方、ユニスター・ニュークリア・エナジー社長兼CEOのジョージ・ヴァンダーヘイデンは申請承認を求めた。 
2010年10月、コンステレーション・エナジーはカルバート・クリフス原子力発電所3号機の建設資金に関する連邦政府との融資保証交渉が行き詰まったと発表した。連邦政府は、納税者への債務不履行リスクの補償として保証額 約76億ドルに対して手数料 8億8,000万ドルを要求していたが、コンステレーション・エナジーはこのような手数料はあらゆるプロジェクトの経済性を失わせるものだと主張した。 
証券取引委員会によると、2010年11月にコンステレーション・エナジーは、ユニスター・ニュークリア・エナジーの持ち分をEDFに譲渡する契約を締結した。この契約では、EDF は保有するコンステレーション・エナジー株式350万株（約1億1,000万米ドル相当）をコンステレーション・エナジーに譲渡し、取締役会の議席を放棄することになっており、これを受けて EDF が指名した取締役サミュエル・ミンツバーグが辞任した。 
2011年4月、原子力規制委員会は EDF がユニスター・ニュークリア・エナジーの単独所有者である限り、建設・運転一括認可は発給できないと発表した。これは、米国原子力法では米国資本の傘下にない企業に対して建設・運転一括認可は発給できないと定められているためで、原子力規制員会は認可手続自体は進めるが、ユニスター・ニュークリア・エナジーの資本要件が満足されるまで認可証は発行しない、とした。 この時点で、建設費用は96億ドルと見積もられていた。   
コンステレーション・エナジーは2012年にエクセロンに吸収合併され、原子炉を建設する予定だったアレヴァは業績低迷に伴う組織再編の結果、2015年にUS-EPRの設計認可申請を取り下げ、欧州型加圧水炉の米国進出計画を保留することになった。
2019年にはEDFがコンステレーション・エナジーの持分49.99%をエクセロンに売却する契約オプションを行使すると発表した。

## 原子炉
カルバート・クリフス原子力発電所は2つの稼働中の原子炉で構成されており、もう1つが計画されている。 
| 原子炉        | 形式         | 容量(MW) | 容量(MW) | 建設開始     | 送電網同期    | 商業運転     | 運転終了 |
| 原子炉        | 形式         | ネット   | グロス   | 建設開始     | 送電網同期    | 商業運転     | 運転終了 |
| ------------- | ------------ | -------- | -------- | ------------ | ------------- | ------------ | -------- |
| 1号機         | CE 2ループ型 | 855      | 918      | 1968年6月1日 | 1975年3月1日  | 1975年8月5日 | ?        |
| 2号機         | CE 2ループ型 | 850      | 911      | 1968年6月1日 | 1976年7月12日 | 1977年4月1日 | ?        |
| 3号機（計画） | US-EPR       | 1600     | ?        | ?            | ?             | ?            | ?        |

## 参照資料
1. ↑  “EIA - State Nuclear Profiles” (英語). www.eia.gov. 2017年10月3日閲覧。
2. 1 2  “Calvert Cliffs Nuclear Plant”.   Constellation Energy. 2010年1月5日時点のオリジナルよりアーカイブ。2010年1月14日閲覧。
3. ↑  Vera Foster Rollo. Your Maryland A History. p. 374
4. ↑  “Calvert Cliffs Nuclear Plant Unit 2 Sets World Record”.   Constellation Energy (2009年). 2012年3月1日時点のオリジナルよりアーカイブ。2010年1月14日閲覧。
5. ↑  “Maryland Chamber of Commerce Visits Calvert Cliffs Nuclear Power Plant”.   Business Wire (2009年6月19日). 2010年4月20日閲覧。
6. ↑  “Archived copy”. 2006年10月2日時点のオリジナルよりアーカイブ。2012年8月17日閲覧。
7. ↑  Bill Dedman. Nuclear neighbors: Population rises near US reactors. msnbc.com, April 14, 2011,. Accessed May 1, 2011.
8. ↑  “Worries Aside, Cove Point Gas Plant Gets a Green Light”. Bay Weekly (2001年1月3日). 2006年3月21日時点のオリジナルよりアーカイブ。2010年10月9日閲覧。
9. ↑  Bill Dedman, "What are the odds? US nuke plants ranked by quake risk," msnbc.com, March 17, 2011 http://www.msnbc.msn.com/id/42103936/ Accessed April 19, 2011.
10. ↑  http://msnbcmedia.msn.com/i/msnbc/Sections/NEWS/quake%20nrc%20risk%20estimates.pdf
11. ↑  Russell. “Calvert Cliffs unit brought back online Tuesday after maintenance”. Southern Maryland Newspapers Online. 2013年12月2日時点のオリジナルよりアーカイブ。2013年11月26日閲覧。
12. ↑  “The Story of Calvert Cliffs Coordinating Council: A Court Construes the National Environmental Policy Act to Create a Powerful Cause of Action”. 2012年3月2日時点のオリジナルよりアーカイブ。2010年9月6日閲覧。
13. ↑  Calvert Cliffs Coordinating Council v. Atomic Energy Commission
14. ↑  “Nuclear Technology Milestones”.   Nuclear Energy Institute. 2010年3月24日時点のオリジナルよりアーカイブ。2010年1月14日閲覧。
15. ↑  “EPR: Generation III+ Performance Fact Sheet” (PDF).   AREVA NP (2008年1月4日). 2008年1月9日閲覧。[リンク切れ]
16. ↑  “EPR: the first generation III+ reactor currently under construction”.   AREVA NP (2008年1月4日). 2007年12月24日時点のオリジナルよりアーカイブ。2008年1月9日閲覧。
17. ↑  “Case Number: 9127”.   Maryland Public Service Commission (2007年11月13日). 2008年1月5日時点のオリジナルよりアーカイブ。2008年1月6日閲覧。
18. ↑  NRC hears both sides of nuclear expansion debate[リンク切れ]
19. ↑  Matthew L. Wald. Fee Dispute Hinders Plan for Reactor The New York Times, October 9, 2010.
20. ↑  Matthew L. Wald. Sluggish Economy Curtails Prospects for Building Nuclear Reactors, The New York Times, October 10, 2010.
21. ↑  Peter Behr. Constellation Pullout From Md. Nuclear Venture Leaves Industry Future Uncertain The New York Times, October 11, 2010.
22. ↑  
Andrea K. Walker (2011年4月8日). “French-owned UniStar not eligible to build nuclear reactor at Calvert Cliffs”. Baltimore Sun 2011年4月9日閲覧。
23. ↑  
“US EPR plans suspended”.   World Nuclear News (2015年3月6日). 2015年3月26日閲覧。
24. ↑  “Calvert Cliffs 3 COL withdrawn”. World Nuclear News. (2015年7月21日) 2015年7月21日閲覧。
25. ↑  “EDF plans to sell stake in US joint venture”. World Nuclear News. (2019年11月20日) 2019年11月21日閲覧。
26. ↑  Power Reactor Information System of the IAEA: „United States of America: Nuclear Power Reactors- Alphabetic“ Archived June 4, 2011, at the Wayback Machine.
27. ↑  Power Reactor Information System of the IAEA: „Nuclear Power Reactor Details - CALVERT CLIFFS-3“[リンク切れ]